# Tommy Banks
Thomas "Tommy" Banks (født 10. november 1929 i Farnworth, England, død 13. juni 2024) var en engelsk fodboldspiller, der tilbragte hele sin aktive karriere, fra 1947 til 1961, som forsvarsspiller hos Bolton Wanderers. Her var han blandt andet med til at vinde FA Cuppen i 1958 efter finalesejren på 2-0 over Manchester United.
Banks spillede desuden seks kampe for Englands landshold, som han repræsenterede ved VM i 1958 i Sverige. Her var han på banen i alle englændernes fire kampe.

## Titler
FA Cup
- 1958 med Bolton Wanderers